# Clethra gelida
Clethra gelida là một loài thực vật có hoa trong họ Clethraceae. Loài này được Standl. mô tả khoa học đầu tiên năm 1938.